# 班莱班
班莱班（法語：Bains-les-Bains，法語發音：[bɛ̃ le bɛ̃] ⓘ）是法国大东部大区孚日省的一个旧市镇，位于该省南部偏西，属于埃皮纳勒区和埃皮纳勒城市圈公共社区。2017年1月1日，班莱班和相邻的另外2个市镇合并为新市镇拉沃日莱班（La Vôge-les-Bains），并成为政府驻地。

## 地理
班莱班（48°0'9"N, 6°15'49"E）面积25.37 平方千米，位于法国大東部大區孚日省，该省份为法国东北部内陆省份，北起默兹省和默尔特-摩泽尔省，西接上马恩省，南至上索恩省和贝尔福地区省，东临上莱茵省和下莱茵省。
与班莱班接壤的市镇（或旧市镇、城区）包括：特雷蒙泽、莱瓦夫尔、拉沙佩勒欧布瓦、勒克莱瑞、丰特努瓦堡、欧穆热、丰特努瓦堡。
班莱班的时区为UTC+01:00、UTC+02:00（夏令时）。

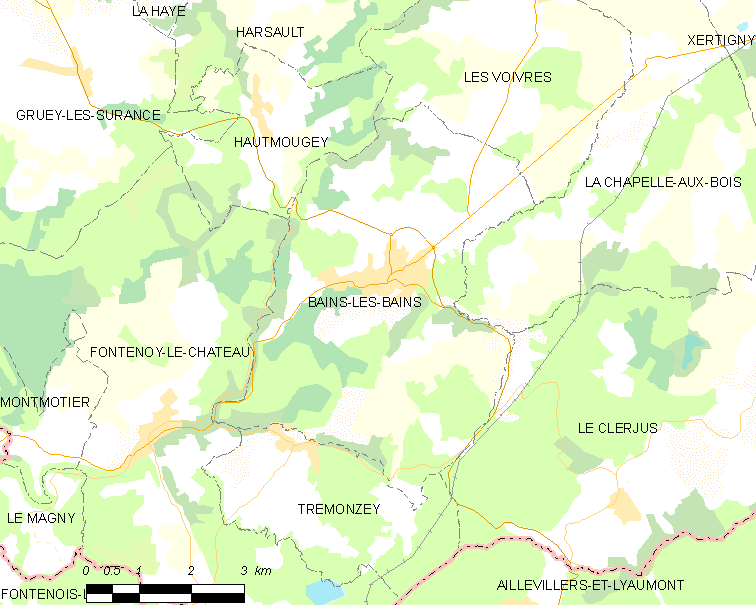
班莱班的OSM定位图

## 行政
班莱班的邮政编码为88240，INSEE市镇编码为88029。

## 政治
班莱班所属的省级选区为勒瓦勒达若勒县。

## 人口

1962-2008年间班莱班人口变化图示

班莱班于2018年1月1日时的人口数量为1176人。